# Chelonarium japonicum
Chelonarium japonicum là một loài bọ cánh cứng trong họ Chelonariidae. Loài này được Nakane miêu tả khoa học đầu tiên năm 1963.